# Dead or Alive 2: Birds
Dead or Alive 2 : Birds (DEAD OR ALIVE 2 逃亡者?, Dead or Alive 2: Tōbōsha) è un film del 2000, diretto da Takashi Miike.
È il secondo film della trilogia omonima, composta da Dead or Alive e Dead or Alive: Final, entrambi diretti da Takashi Miike. Si tratta di una trilogia anomala, in quanto i film sono collegati tra di loro solo dal regista e dagli attori protagonisti, mentre le storie sono totalmente differenti.

## Trama

Copertina del DVD italiano

Mizuki si appresta a compiere un omicidio. La sua azione viene però anticipata da Shuichi, che uccide a sangue freddo un gruppo di yakuza.
Fuggito con i soldi avuti per il lavoro, Mizuki si reca sull'isola in cui ha passato la sua infanzia in un orfanotrofio. Lì incontra nuovamente Shuichi, e scopre che si tratta del suo migliore amico d'infanzia. I due incontrano un altro amico, Kōhei, adesso sposato in attesa di un bambino, e ricostruiscono i frammenti del passato.
I due sono però inseguiti da un gruppo di killer della yakuza. Mizuki propone quindi a Shuichi uno strano piano: effettuare una serie di omicidi, il cui ricavato servirà per mandare medicine ai bambini del Terzo Mondo. I due effettuano questa serie di omicidi e ad un tratto sulle loro spalle spuntano un paio di ali, simili a quelle degli angeli. I due verranno però uccisi, ma una nuova vita nasce: è il figlio di Kōhei.

## Differenze conDead or Alive
Più che un sequel, Dead or Alive 2: Birds è un nuovo inizio per la trilogia, dopo l'apocalittico finale del primo film, in cui era tutto il mondo ad esplodere a causa di una scarica nucleare.
Anche lo stile della regia cambia: se Dead or Alive è un film adrenalinico e splatter, Dead or Alive 2: Birds è un film poetico, malinconico, surreale e commovente, anche se non mancano scene violente. Anche il finale cambia registro: apocalittico in Dead or Alive, è più trattenuto in questo film, anche se sempre onirico e surreale.

## Collegamenti ad altre pellicole
- In una sequenza Mizuki tira fuori dal nulla un mattone e lo rompe in testa ad un nemico. La sequenza ricorda quella del finale di Dead or Alive, in cui il detective Jojima, interpretato da Shō Aikawa, tira fuori dal nulla un bazooka.